# VM i fodbold 1998
VM i fodbold 1998 blev afholdt i Frankrig.
VM-titlen gik til Frankrig, der slog Brasilien 3-0 i finalen.

## Hold
Følgende 32 hold, opdelt efter konføderation, kvalificerede sig til slutrunden. Den forsvarende verdensmester, Brasilien, og værtslandet, Frankrig, var automatisk kvalificerede til slutrunden og deltog derfor ikke i kvalifikationen.
| Europa (UEFA) - Belgien - Bulgarien - Danmark - England - Frankrig (værtsland) - Holland - Italien - Jugoslavien - Kroatien - Norge - Rumænien - Skotland - Spanien - Tyskland - Østrig Sydamerika (CONMEBOL) - Argentina - Brasilien (forsvarende mester) - Chile - Colombia - Paraguay | Afrika (CAF) - Cameroun - Marokko - Nigeria - Sydafrika - Tunesien Asien (AFC) - Iran - Japan - Saudi-Arabien - Sydkorea Nord- og Mellemamerika samt Caribien (CONCACAF) - Jamaica - Mexico - USA Oceanien (OFC) - Intet hold. |

Se også Kvalifikation til VM i fodbold 1998.

## Resultater
De 32 hold blev inddelt i 8 grupper á 4 hold, der spillede alle mod alle. De to bedste hold fra hver gruppe gik videre til ottendedelsfinalerne.

### Indledende runde
| Dato  | Kamp                 | Res. | By            | Tilsk. |
| ----- | -------------------- | ---- | ------------- | ------ |
| 10.6. | Brasilien - Skotland | 2-1  | Saint-Denis   | 80.000 |
| 10.6. | Marokko - Norge      | 2-2  | Montpellier   | 29.750 |
| 16.6. | Skotland - Norge     | 1-1  | Bordeaux      | 31.800 |
| 16.6. | Brasilien - Marokko  | 3-0  | Nantes        | 35.000 |
| 23.6. | Brasilien - Norge    | 1-2  | Marseille     | 55.000 |
| 23.6. | Skotland - Marokko   | 0-3  | Saint-Étienne | 30.600 |

| Gruppe A  | Kampe | Mål | Point |
| --------- | ----- | --- | ----- |
| Brasilien | 3     | 6-3 | 6     |
| Norge     | 3     | 5-4 | 5     |
| Marokko   | 3     | 5-5 | 4     |
| Skotland  | 3     | 2-6 | 1     |

| Dato  | Kamp               | Res. | By            | Tilsk  |
| ----- | ------------------ | ---- | ------------- | ------ |
| 11.6. | Italien - Chile    | 2-2  | Bordeaux      | 31.800 |
| 11.6. | Cameroun - Østrig  | 1-1  | Toulouse      | 33.460 |
| 17.6. | Chile - Østrig     | 1-1  | Saint-Étienne | 30.600 |
| 17.6. | Italien - Cameroun | 3-0  | Montpellier   | 29.800 |
| 23.6. | Italien - Østrig   | 2-1  | Saint-Denis   | 80.000 |
| 23.6. | Chile - Cameroun   | 1-1  | Nantes        | 35.500 |

| Gruppe B | Kampe | Mål | Point |
| -------- | ----- | --- | ----- |
| Italien  | 3     | 7-3 | 7     |
| Chile    | 3     | 4-4 | 3     |
| Østrig   | 3     | 3-4 | 2     |
| Cameroun | 3     | 2-5 | 2     |

| Dato  | Kamp                      | Res. | By          | Tilsk. |
| ----- | ------------------------- | ---- | ----------- | ------ |
| 12.6. | Saudi-Arabien - Danmark   | 0-1  | Lens        | 38.140 |
| 12.6. | Frankrig - Sydafrika      | 3-0  | Marseille   | 55.077 |
| 18.6. | Sydafrika - Danmark       | 1-1  | Toulouse    | 33.300 |
| 18.6. | Frankrig - Saudi-Arabien  | 4-0  | Saint-Denis | 80.000 |
| 24.6. | Frankrig - Danmark        | 2-1  | Lyon        | 39.100 |
| 24.6. | Sydafrika - Saudi-Arabien | 2-2  | Bordeaux    | 31.800 |

| Gruppe C      | Kampe | Mål | Point |
| ------------- | ----- | --- | ----- |
| Frankrig      | 3     | 9-1 | 9     |
| Danmark       | 3     | 3-3 | 4     |
| Sydafrika     | 3     | 3-6 | 2     |
| Saudi-Arabien | 3     | 2-7 | 1     |

| Dato  | Kamp                 | Res. | By            | Tilsk. |
| ----- | -------------------- | ---- | ------------- | ------ |
| 12.6. | Paraguay - Bulgarien | 0-0  | Montpellier   | 37.650 |
| 13.6. | Spanien - Nigeria    | 2-3  | Nantes        | 33.257 |
| 19.6. | Nigeria - Bulgarien  | 1-0  | Paris         | 45.500 |
| 19.6. | Spanien - Paraguay   | 0-0  | Saint-Étienne | 30.600 |
| 24.6. | Nigeria - Paraguay   | 1-3  | Toulouse      | 33.500 |
| 24.6. | Spanien - Bulgarien  | 6-1  | Lens          | 38.100 |

| Gruppe D  | Kampe | Mål | Point |
| --------- | ----- | --- | ----- |
| Nigeria   | 3     | 5-5 | 6     |
| Paraguay  | 3     | 3-1 | 5     |
| Spanien   | 3     | 8-4 | 4     |
| Bulgarien | 3     | 1-7 | 1     |

| Dato  | Kamp               | Res. | By            | Tilsk. |
| ----- | ------------------ | ---- | ------------- | ------ |
| 13.6. | Sydkorea - Mexico  | 1-3  | Lyon          | 39.133 |
| 13.6. | Holland - Belgien  | 0-0  | Saint-Denis   | 75.000 |
| 20.6. | Belgien - Mexico   | 2-2  | Bordeaux      | 31.800 |
| 20.6. | Holland - Sydkorea | 5-0  | Marseille     | 55.000 |
| 25.6. | Holland - Mexico   | 2-2  | Saint-Étienne | 30.600 |
| 25.6. | Belgien - Sydkorea | 1-1  | Paris         | 45.500 |

| Gruppe E | Kampe | Mål | Point |
| -------- | ----- | --- | ----- |
| Holland  | 3     | 7-2 | 5     |
| Mexico   | 3     | 7-5 | 5     |
| Belgien  | 3     | 3-3 | 3     |
| Sydkorea | 3     | 2-9 | 1     |

| Dato  | Kamp                   | Res. | By            | Tilsk. |
| ----- | ---------------------- | ---- | ------------- | ------ |
| 14.6. | Jugoslavien - Iran     | 1-0  | Saint-Étienne | 30.392 |
| 15.6. | Tyskland - USA         | 2-0  | Paris         | 43.815 |
| 21.6. | Tyskland - Jugoslavien | 2-2  | Lens          | 38.100 |
| 21.6. | USA - Iran             | 1-2  | Lyon          | 39.100 |
| 25.6. | USA - Jugoslavien      | 0-1  | Nantes        | 35.500 |
| 25.6. | Tyskland - Iran        | 2-0  | Montpellier   | 29.800 |

| Gruppe F    | Kampe | Mål | Point |
| ----------- | ----- | --- | ----- |
| Tyskland    | 3     | 6-2 | 7     |
| Jugoslavien | 3     | 4-2 | 7     |
| Iran        | 3     | 2-4 | 3     |
| USA         | 3     | 1-5 | 0     |

| Dato  | Kamp                | Res. | By          | Tilsk. |
| ----- | ------------------- | ---- | ----------- | ------ |
| 15.6. | England - Tunesien  | 2-0  | Marseille   | 54.587 |
| 15.6. | Rumænien - Colombia | 1-0  | Lyon        | 37.572 |
| 22.6. | Colombia - Tunesien | 1-0  | Montpellier | 29.800 |
| 22.6. | Rumænien - England  | 2-1  | Toulouse    | 33.500 |
| 26.6. | Colombia - England  | 0-2  | Lens        | 38.100 |
| 26.6. | Rumænien - Tunesien | 1-1  | Saint-Denis | 77.000 |

| Gruppe G | Kampe | Mål | Point |
| -------- | ----- | --- | ----- |
| Rumænien | 3     | 4-2 | 7     |
| England  | 3     | 5-2 | 6     |
| Colombia | 3     | 1-3 | 3     |
| Tunesien | 3     | 1-4 | 1     |

| Dato  | Kamp                 | Res. | By       | Tilsk. |
| ----- | -------------------- | ---- | -------- | ------ |
| 14.6. | Argentina - Japan    | 1-0  | Toulouse | 33.400 |
| 14.6. | Jamaica - Kroatien   | 1-3  | Lens     | 38.058 |
| 20.6. | Japan - Kroatien     | 0-1  | Nantes   | 35.500 |
| 21.6. | Argentina - Jamaica  | 5-0  | Paris    | 45.000 |
| 26.6. | Argentina - Kroatien | 1-0  | Bordeaux | 31.800 |
| 26.6. | Japan - Jamaica      | 1-2  | Lyon     | 39.100 |

| Gruppe H  | Kampe | Mål | Point |
| --------- | ----- | --- | ----- |
| Argentina | 3     | 7-0 | 9     |
| Kroatien  | 3     | 4-2 | 6     |
| Jamaica   | 3     | 3-9 | 3     |
| Japan     | 3     | 1-4 | 0     |

## Slutspil
| Dato               | Kamp                                 | Kamp        | Res.     | By            | Tilsk. |
| ------------------ | ------------------------------------ | ----------- | -------- | ------------- | ------ |
| Ottendedelsfinaler |                                      |             |          |               |        |
| 27.6.              | Italien                              | Norge       | 1-0      | Marseille     | 54.000 |
| 27.6.              | Brasilien                            | Chile       | 4-1      | Paris         | 45.500 |
| 28.6.              | Frankrig                             | Paraguay    | 1-0 egg. | Lens          | 38.100 |
| 28.6.              | Nigeria                              | Danmark     | 1-4      | Saint-Denis   | 77.000 |
| 29.6.              | Tyskland                             | Mexico      | 2-1      | Montpellier   | 29.800 |
| 29.6.              | Holland                              | Jugoslavien | 2-1      | Toulouse      | 33.500 |
| 30.6.              | Rumænien                             | Kroatien    | 0-1      | Bordeaux      | 31.800 |
| 30.6.              | Argentina                            | England     | 2-2 efs. | Saint-Étienne | 30.600 |
|                    | Argentina vandt 4-3 på straffespark. |             |          |               |        |
| Kvartfinaler       |                                      |             |          |               |        |
| 3.7.               | Frankrig                             | Italien     | 0-0 efs. | Saint-Denis   | 77.000 |
|                    | Frankrig vandt 4-3 på straffespark.  |             |          |               |        |
| 3.7.               | Brasilien                            | Danmark     | 3-2      | Nantes        | 35.500 |
| 4.7.               | Holland                              | Argentina   | 2-1      | Marseille     | 55.000 |
| 4.7.               | Tyskland                             | Kroatien    | 0-3      | Lyon          | 39.100 |
| Semifinaler        |                                      |             |          |               |        |
| 7.7.               | Brasilien                            | Holland     | 1-1 efs. | Marseille     | 54.000 |
|                    | Brasilien vandt 4-2 på straffespark. |             |          |               |        |
| 8.7.               | Frankrig                             | Kroatien    | 2-1      | Saint-Denis   | 76.000 |
| Bronzekamp         |                                      |             |          |               |        |
| 11.7.              | Holland                              | Kroatien    | 1-2      | Paris         | 45.500 |
| Finale             |                                      |             |          |               |        |
| 12.7.              | Brasilien                            | Frankrig    | 0-3      | Saint-Denis   | 75.000 |
- egg.: efter golden goal.
- efs.: efter forlænget spilletid.

## Statistik

### Målscorer
6 mål
- Davor Šuker

5 mål
- Gabriel Batistuta
- Christian Vieri

4 mål
- Ronaldo
- Marcelo Salas
- Luis Hernández

3 mål
| - Bebeto - César Sampaio - Rivaldo | - Thierry Henry - Oliver Bierhoff | - Jürgen Klinsmann - Dennis Bergkamp |

2 mål
| - Ariel Ortega - Marc Wilmots - Robert Prosinečki - Brian Laudrup - Alan Shearer - Michael Owen - Emmanuel Petit - Lilian Thuram - Zinedine Zidane | - Roberto Baggio - Theodore Whitmore - Ricardo Peláez - Salaheddine Bassir - Abdeljalil Hadda - Phillip Cocu - Ronald de Boer | - Patrick Kluivert - Viorel Moldovan - Shaun Bartlett - Fernando Hierro - Kiko - Fernando Morientes - Slobodan Komljenović |

1 mål
| - Claudio López - Mauricio Pineda - Javier Zanetti - Andreas Herzog - Toni Polster - Ivica Vastić - Luc Nilis - Emil Kostadinov - Patrick M'Boma - Pierre Njanka - José Luis Sierra - Léider Preciado - Robert Jarni - Mario Stanić - Goran Vlaović - Thomas Helveg - Martin Jørgensen - Michael Laudrup - Peter Møller - Allan Nielsen - Marc Rieper - Ebbe Sand - Darren Anderton - David Beckham | - Paul Scholes - Laurent Blanc - Youri Djorkaeff - Christophe Dugarry - Bixente Lizarazu - David Trezeguet - Andreas Möller - Mehdi Mahdavikia - Hamid Reza Estili - Luigi Di Biagio - Robbie Earle - Masashi Nakayama - Cuauhtémoc Blanco - Alberto García Aspe - Mustapha Hadji - Edgar Davids - Marc Overmars - Pierre van Hooijdonk - Boudewijn Zenden - Mutiu Adepoju - Tijjani Babangida - Victor Ikpeba - Garba Lawal - Sunday Oliseh | - Wilson Oruma - Dan Eggen - Håvard Flo - Tore André Flo - Kjetil Rekdal - Celso Ayala - Miguel Ángel Benítez - José Cardozo - Adrian Ilie - Dan Petrescu - Sami Al-Jaber - Yousuf Al-Thunayan - Craig Burley - John Collins - Benni McCarthy - Ha Seok-Ju - Yoo Sang-Chul - Luis Enrique - Raúl - Skander Souayah - Brian McBride - Siniša Mihajlović - Predrag Mijatović - Dragan Stojković |

Selvmål
- Youssef Chippo (for Norge)
- Tom Boyd (for Brasilien)
- Pierre Issa (for Frankrig)
- Siniša Mihajlović (for Tyskland)

Spillere som fik rødt kort
- Ariel Ortega
- Gert Verheyen
- Anatoli Nankov
- Raymond Kalla
- Lauren
- Rigobert Song
- Miklos Molnar
- Morten Wieghorst
- David Beckham
- Laurent Blanc
- Marcel Desailly
- Zinedine Zidane
- Christian Wörns
- Darryl Powell
- Ha Seok-Ju
- Pável Pardo
- Ramón Ramírez
- Patrick Kluivert
- Arthur Numan
- Mohammed Al-Khilaiwi
- Craig Burley
- Alfred Phiri

### Awards
| Golden Shoe winner | Golden Ball winner | Yashin Award   | FIFA Fair Play Trophy | Most Entertaining Team |
| ------------------ | ------------------ | -------------- | --------------------- | ---------------------- |
| Davor Šuker        | Ronaldo            | Fabien Barthez | England Frankrig      | Frankrig               |

#### All-star team
| Goalkeepers                        | Defenders                                                                 | Midfielders                                                | Forwards                                          |
| ---------------------------------- | ------------------------------------------------------------------------- | ---------------------------------------------------------- | ------------------------------------------------- |
| Fabien Barthez José Luis Chilavert | Roberto Carlos Marcel Desailly Lilian Thuram Frank de Boer Carlos Gamarra | Dunga Rivaldo Michael Laudrup Zinedine Zidane Edgar Davids | Ronaldo Davor Šuker Brian Laudrup Dennis Bergkamp |

## Stadioner
Kampene blev spillet på de 10 nedenfor nævnte stadioner.
| By                 | Stadion                 | Kapacitet |
| ------------------ | ----------------------- | --------- |
| Saint-Denis, Paris | Stade de France         | 80.000    |
| Marseille          | Stade Vélodrome         | 60.000    |
| Paris              | Parc des Princes        | 49.000    |
| Lens               | Stade Félix Bollaert    | 41.800    |
| Lyon               | Stade Gerland           | 41.200    |
| Nantes             | Stade de la Beaujoire   | 38.500    |
| Toulouse           | Stadium de Toulouse     | 37.000    |
| Saint-Étienne      | Stade Geoffroy-Guichard | 36.000    |
| Bordeaux           | Parc Lescure            | 35.200    |
| Montpellier        | Stade de la Mosson      | 33.900    |
48°55′28″N 2°21′36″Ø / 48.92444°N 2.36°Ø